# Ángelwaterval
De Ángelwaterval (Spaans: Salto Ángel, soms met de inheemse naam Kerepakupai merú aangeduid) is de hoogste vrij vallende waterval ter wereld met een totale hoogte van 979 meter. De hoogste vrije val is 807 meter. De waterval is genoemd naar de ontdekker Jimmie Angel.
Hij is gelegen aan een naamloze zijrivier van de Caroní in het Nationaal park Canaima te Venezuela. Ter plaatse bevindt zich het hooggelegen rotsplateau Auyan, het is een tepui met een bijzonder kenmerkende flora en fauna. De vele regen die in deze tropische regionen valt baant zich een weg naar de randen van de plateaus via vele onderaardse grotten. Het gesteente van de wand is zandsteen van de Roraima Supergroep.
Hoewel eerder in de 20e eeuw al gezien door verkenner Ernesto de Santa Cruz werd het natuurfenomeen pas bekend in de westerse wereld na de officiële ontdekking door de Amerikaanse avonturier-vlieger Angel die in 1933 met zijn vliegtuig op zoek was naar goud. Angel was in 1899 geboren in Springfield, Missouri.
De hoogte van de waterval werd in 1949 vastgesteld door een expeditie van de National Geographic Society. Hierover schreef Ruth Robinson het artikel Jungle Journey to the World's Highest Waterfall.
In het boek Angels Four beschrijft David Mott de eerste succesvolle beklimming van Auyan-tepui (Duivelsberg) naar de top van de waterval. De waterval is Venezuela's bekendste toeristische attractie.